# Mikael Nilsson (futebolista nascido em 1968)
Jan Mikael Nilsson (Falköping, 28 de setembro de 1968) é um ex-futebolista sueco que jogava como lateral-esquerdo.

## Carreira por clubes
Revelado pelo Tomtens IF, jogou profissionalmente em apenas 2 times: o IFK Falköping, entre 1985 e 1987 (32 jogos e 3 gols) e o IFK Göteborg, onde se destacou ao vencer 6 vezes o Campeonato Sueco (4 de forma consecutiva entre 1993 e 1996) e uma Copa da Suécia, em 1991.
É o recordista em jogos oficiais pelos Blåvitt, com 609 partidas (contabilizando todas as competições). Uma lesão no olho fez com que Nilsson encerrasse a carreira em 2000, aos 32 anos. Já aposentado dos gramados, foi olheiro do IFK entre 2004 e 2011, e desde então não voltou a exercer outras funções no futebol.

## Seleção Sueca
Tendo jogado pelas seleções Sub-19 e Sub-21 da Suécia, Mikael Nilsson estreou pelo time principal em 1991.
Foi convocado para a Eurocopa de 1992 (disputada na Suécia) e a Copa de 1994 (quando os nórdicos terminaram em terceiro lugar), mas não saiu do banco de reservas nas 2 competições.
Em fevereiro de 1996, disputou seus últimos 3 jogos pela seleção, contra Japão e Austrália. No total, o lateral-esquerdo vestiu a camisa sueca 22 vezes.

## Vida pessoal
Na Eurocopa de 1992 e na Copa de 1994, teve como companheiros de seleção o lateral-direito Roland Nilsson e o também lateral-esquerdo Joakim Nilsson, mas não possui nenhum parentesco com eles.

## Títulos
IFK Göteborg
- Campeonato Sueco: 1990, 1991, 1993, 1994, 1995, 1996
- Copa da Suécia: 1991

### Individuais
- Årets ärkeängel: 1994[4]
- Stor Grabb: 1995[5]